# Arzawa

Mapa hetyckiej Anatolii z zaznaczonym położeniem królestwa Arzawa

Arzawa – nazwa regionu lub królestwa w zachodniej Anatolii. W II tysiącleciu p.n.e. zachodni sąsiad państwa Hetytów. Po upadku Hetytów znana jako Lidia.
W regionie Arzawa miały leżeć miasta Apasas (utożsamiane czasami z Efezem), Millawanda (utożsamiane z Miletem).